# ارمینا زانا
آرمینا زانا (به انگلیسی: Ermina Zaenah) (زاده ۱۱ نوامبر ۱۹۲۸) بازیگر و تهیه‌کننده اندونزیایی بود.